# Vadokliai
Vadokliai is een plaats in het Litouwse district Panevėžys. De plaats telt 651 inwoners (2001).